# Eubranchus farrani
Eubranchus farrani är en snäckart som först beskrevs av Joshua Alder och Hancock 1844.  Eubranchus farrani ingår i släktet Eubranchus och familjen Eubranchidae. Arten är reproducerande i Sverige. Inga underarter finns listade i Catalogue of Life.